# 倉光修
倉光 修（くらみつ おさむ、1951年 - ）は、日本の臨床心理学者。専門は学校臨床心理学、臨床心理学。
東京大学名誉教授で、放送大学特任教授。
学位は、博士（教育学）（京都大学、論文博士・2000年1月24日）。大阪大学教授、東京大学教授、放送大学教授等を歴任。

## 来歴
京都府京都市生まれ。京都大学教育学部卒。京都大学大学院教育学研究科博士後期課程満期退学。
京都大学教育学部助手、京都大学保健管理センター講師、京都府立大学文学部助教授、大阪大学人間科学部助教授/教授、東京大学大学院教育学研究科教授 兼 東京大学学生相談所長、2016年放送大学教養学部教授を経て、2021年より放送大学特任教授。2024年3月退任。
2000年「学習や仕事に対する動機づけを向上させる要因に関する一研究 心理療法とその教育的応用を通して」で博士（教育学）の学位を取得。

## 著書
- 『臨床心理学』岩波書店　1995　現代心理学入門
- 『カウンセリングの心理学 物語に映るあなたの心』岩波書店　1999　岩波高校生セミナー
- 『動機づけの臨床心理学 心理療法とオーダーメイド・テストの実践を通して』日本評論社　2000　叢書・心理臨床の知
- 『心理臨床の技能と研究』岩波書店　2003　心理臨床の基礎
- 『日本の心理臨床 6　カウンセリングと教育 学校現場で活かせる統合的アプローチ』誠信書房 2011
- 『臨床心理学特論』放送大学教育振興会　2017
- 『臨床心理学概論』放送大学教育振興会　2020

## 共編著
- 『マルチメディアで学ぶ臨床心理面接』宮本友弘共編著　誠信書房　2003
- 『学校臨床心理学』編　誠信書房　2004　臨床心理学全書
- 『スクールカウンセリング』滝口俊子共編著　放送大学　2005
- 『カウンセリング・ガイドブック』桑原知子共編　岩波書店　2007
- 『学校臨床心理学特論』編　放送大学教育振興会　2021

## 翻訳
- P.バーカー『児童精神医学の基礎』山中康裕共監訳　日本文化科学社　1984
- J.S.ザロほか『心理療法入門 初心者のためのガイド』森野礼一共訳　誠信書房　1987
- ウィリアム・ブリッジズ『トランジション 人生の転機』小林哲郎共訳　創元社　1994
- G.B.マシューズ『哲学と子ども 子どもとの対話から』梨木香歩共訳　新曜社　1997
- アン・アルヴァレズ,スーザン・リード編『自閉症とパーソナリティ』監訳 鵜飼奈津子、廣澤愛子、若佐美奈子訳　創元社　2006
- ジャネット・ウエスト『子ども中心プレイセラピー』監訳 串崎真志、串崎幸代訳　創元社　2010